# 日本海洋レジャー安全・振興協会
一般財団法人日本海洋レジャー安全・振興協会（にほんかいようレジャーあんぜん・しんこうきょうかい）は、海上での事故に対する安全・救助対策の推進及びそれらに関わる調査研究などを実施する法人。元国土交通省所管。

## 概要
- 所在：神奈川県横浜市中区本町4丁目43番地　A-PLACE馬車道9階
- 設立：1991年7月1日
- 会長：戸田邦司